# Мужская волейбольная Евролига 2010
7-й розыгрыш мужской волейбольной Евролиги — международного турнира по волейболу среди мужских национальных сборных стран-членов ЕКВ — прошёл с 4 июня по 17 июля 2010 года в 18 городах 8 стран с участием 8 команд. Финальный этап был проведён в Гвадалахаре (Испания). Победителем турнира стала сборная Португалии.

## Команды-участницы
Австрия, Великобритания, Греция, Испания, Португалия, Румыния, Словакия, Турция.

## Система проведения розыгрыша
Соревнования состояли из предварительного и финального этапов. На предварительном этапе 8 команд-участниц были разбиты на две группы. В группах команды играли с разъездами в два круга спаренными матчами. По две лучшие сборные вышли в финальный этап и по системе плей-офф разыграли призовые места.

## Предварительный этап
4 июня — 11 июля

### Группа А
| М | Команда        | 1               | 2               | 3               | 4               | И  | В | П | С/П   | О  |
| - | -------------- | --------------- | --------------- | --------------- | --------------- | -- | - | - | ----- | -- |
| 1 | Испания        |                 | 1:3 2:3 3:2 3:0 | 3:2 3:0 3:1 3:2 | 3:1 0:3 3:0 3:0 | 12 | 9 | 3 | 30:17 | 21 |
| 2 | Румыния        | 3:1 3:2 2:3 0:3 |                 | 3:0 2:3 3:1 0:3 | 1:3 3:2 3:0 3:2 | 12 | 7 | 5 | 26:23 | 19 |
| 3 | Словакия       | 2:3 0:3 1:3 2:3 | 0:3 3:2 1:3 3:0 |                 | 3:1 0:3 3:0 3:0 | 12 | 5 | 7 | 21:24 | 17 |
| 4 | Великобритания | 1:3 3:0 0:3 0:3 | 3:1 2:3 1:3 2:3 | 1:3 3:0 0:3 0:3 |                 | 12 | 3 | 9 | 15:28 | 15 |

4—5 июня.  Вальядолид.
Испания — Румыния 1:3 (18:25, 25:21, 21:25, 27:29); 2:3 (22:25, 23:25, 25:18, 26:24, 10:15).
5—6 июня.  Шеффилд.
Великобритания — Словакия 1:3 (23:25, 25:19, 23:25, 23:25); 3:0 (25:23, 25:21, 25:22).
11—12 июня.  Саламанка.
Испания — Великобритания 3:1 (25:15, 18:25, 25:23, 28:26); 0:3 (22:25, 24:26, 22:25).
11—12 июня.  Констанца.
Румыния — Словакия 3:0 (25:21, 25:23, 25:18); 2:3 (27:25, 25:18, 22:25, 15:25, 13:25).
19—20 июня.  Левице.
Словакия — Испания 2:3 (25:22, 19:25, 22:25, 25:20, 12:15); 0:3 (24:26, 23:25, 24:26).
19—20 июня.  Кроули.
Великобритания — Румыния 3:1 (21:25, 25:18, 25:18, 25:16); 2:3 (25:23, 15:25, 21:25, 25:22, 10:25).
25—26 июня.  Констанца.
Румыния — Великобритания 3:0 (25:22, 25:20, 26:24); 3:2 (22:25, 25:21, 20:25, 30:28, 15:13).
26—27 июня.  Мадрид.
Испания — Словакия 3:1 (25:16, 23:25, 25:22, 25:18); 3:2 (25:27, 22:25, 25:21, 25:22, 15:9).
3—4 июля.  Шеффилд.
Великобритания — Испания 0:3 (23:25, 20:25, 17:25); 0:3 (12:25, 17:25, 22:25).
3—4 июля.  Нитра.
Словакия — Румыния 1:3 (21:25, 26:24, 21:25, 18:25); 3:0 (25:16, 25:22, 25:18).
9—10 июля.  Констанца.
Румыния — Испания 2:3 (25:16, 25:21, 23:25, 19:25, 12:15); 0:3 (20:25, 15:25, 16:25).
9—10 июля.  Нитра.
Словакия — Великобритания 3:0 (25:18, 25:19, 25:21); 3:0 (25:15, 25:23, 25:21).

### Группа В
| М | Команда    | 1               | 2               | 3               | 4               | И  | В  | П  | С/П   | О  |
| - | ---------- | --------------- | --------------- | --------------- | --------------- | -- | -- | -- | ----- | -- |
| 1 | Португалия |                 | 3:1 3:0 3:0 3:1 | 3:2 3:2 3:1 1:3 | 3:0 3:1         | 12 | 11 | 1  | 34:12 | 23 |
| 2 | Турция     | 1:3 0:3 0:3 1:3 |                 | 3:0 0:3 3:1 3:1 | 3:0 3:1 3:0 1:3 | 12 | 6  | 6  | 21:21 | 18 |
| 3 | Греция     | 2:3 2:3 1:3 3:1 | 0:3 3:0 1:3 1:3 |                 | 2:3 3:0 3:1 3:0 | 12 | 5  | 7  | 24:23 | 17 |
| 4 | Австрия    | 0:3 1:3         | 0:3 1:3 0:3 3:1 | 3:2 0:3 1:3 0:3 |                 | 12 | 2  | 10 | 10:33 | 14 |

4—5 июня.  Зальцбург.
Австрия — Греция 3:2 (18:25, 26:24, 22:25, 25:17, 15:11); 0:3 (19:25, 23:25, 17:25).
5—6 июня.  Анкара.
Турция — Португалия 1:3 (34:32, 21:25, 23:25, 26:28); 0:3 (27:29, 21:25, 20:25).
12—13 июня.  Газиантеп.
Турция — Австрия 3:0 (25:22, 25:19, 25:17); 3:1 (25:18, 23:25, 25:18, 26:24).
12—13 июня.  Повуа-де-Варзин.
Португалия — Греция 3:2 (24:26, 27:25, 25:15, 21:25, 15:11); 3:2 (25:19, 25:21, 15:25, 19:25, 15:9).
18—19 июня.  Патры.
Греция — Турция 0:3 (23:25, 23:25, 22:25); 3:0 (25:22, 25:19, 25:23).
18—19 июня.  Санкт-Антон-ам-Арльберг.
Австрия — Португалия 0:3 (21:25, 19:25, 14:25); 1:3 (22:25, 25:20, 15:25, 17:25).
26—27 июня.  Пезу-да-Регуа.
Португалия — Австрия 3:0 (25:23, 28:26, 25:16); 3:1 (27:25, 25:22, 20:25, 25:23).
26—27 июня.  Анкара.
Турция — Греция 3:1 (25:19, 22:25, 25:22, 25:23); 3:1 (27:25, 25:22, 20:25, 25:23).
2—3 июля.  Штайр.
Австрия — Турция 0:3 (20:25, 29:31, 26:28); 3:1 (26:24, 23:25, 26:24, 25:22).
3—4 июля.  Глифада.
Греция — Португалия 1:3 (13:25, 25:18, 19:25, 29:31); 3:1 (25:16, 25:15, 23:25, 30:28).
9—10 июля.  Глифада.
Греция — Австрия 3:1 (28:26, 25:18, 23:25, 25:19); 3:0 (25:23, 25:19, 27:25).
10—11 июля.  Повуа-де-Варзин.
Португалия — Турция 3:0 (25:17, 25:23, 25:9); 3:1 (25:19, 22:25, 25:14, 38:36).

## Финальный этап
Гвадалахара

### Полуфинал
16 июля
Португалия — Румыния 3:2 (25:15, 25:15, 23:25, 19:25, 15:8)
Испания — Турция 3:0 (25:21, 25:20, 25:22)

### Матч за 3-е место
17 июля
Турция — Румыния 3:2 (25:19, 22:25, 17:25, 25:16, 15:13).

### Финал
17 июля
Португалия — Испания 3:1 (23:25, 25:23, 25:18, 25:21).

## Итоги

### Положение команд
| Португалия          |
| Испания             |
| Турция              |
| 4. Румыния          |
| 5—6. Греция         |
| 5—6. Словакия       |
| 7—8. Великобритания |
| 7—8. Австрия        |

### Призёры
Португалия: Карлуш Мигел Тейшейра, Мануэл Фернанду Силва, Жуан Карлуш Малвейру, Марку Эван Феррейра, Тьягу Виолаш, Карлуш Фидалгу, Фредерику Сикейра, Жуан Мигел Жозе, Валдир Секейра, Флавиу Родолфу Круш, Heq Антониу Сантуш, Андре Рейш Лопеш. Главный тренер — Хуан Диас.
  Испания: Ибан Перес Мансанарес, Мануэль Севильяно Каналс, Франсиско Родригес Эррера, Серхио Нода, Гильермо Эрнан Руперес, Даниэль Рокамора Бласкес, Францеск Льенас Сабанес, Хорхе Фернандес, Хулиан Гарсия Торрес, Марлон Рафаэль Паларини, Мигель Анхель де Амо, Хосе Хавьер Субиела. Главный тренер — Хулио Веласко.
  Турции: Кадыр Джин, Ахмет Пезук, Беркан Бозан, Синан Танык, Серхат Джошкюн, Рамазан Кылыч, Сабит Караагач, Эмре Батур, Сельчук Кескин, Мустафа Кырыджи, Фатих Чинан, Уфюк Миничи.

### Индивидуальные призы
MVP:  Валдир Секейра
Лучший нападающий:  Жуан Мигел Жозе
Лучший блокирующий:  Жуан Малвейру
Лучший на подаче:  Хосе Субиела
Лучший на приёме:  Андре Лопеш
Лучший связующий:  Гильермо Эрнан
Лучший либеро:  Францеск Льенас
Самый результативный:  Серхат Джошкюн